# فريدريك روبرتسون (سياسي)
فريدريك روبرتسون هو سياسي كندي، ولد في 7 مارس 1909 في بيلفي في كندا، وتوفي في 17 سبتمبر 2002 في كوبورغ في كندا. حزبياً، نشط في الحزب الليبرالي الكندي. وقد انتخب عضو مجلس العموم الكندي.